# Hydra, Algeria
Hydra (în arabă حيدرة) este o comună din provincia Alger, Algeria.
Populația comunei este de 31.133 de locuitori (2008).